# U-138 (1940)
U-138 – niemiecki okręt podwodny (U-Boot) typu IID z okresu II wojny światowej. Okręt wszedł do służby w 1940 roku, pierwszym dowódcą (czerwiec – październik 1940) był Oblt. Wolfgang Lüth.

## Historia
U-138 wcielono do 1. Flotylli U-Bootów celem szkolenia załogi; od września 1940 roku okręt bojowy. Styczeń – kwiecień 1941 – w 22. Flotylli jako jednostka szkolna, później w 3. Flotylli jako jednostka bojowa.  
26 sierpnia 1940 roku U-138 był atakowany przez brytyjski okręt podwodny HMS „Tribune”. Salwa czterech torped okazała się niecelna. 20 września na północny zachód od wyspy Rathlin torpedy U-Boota zatopiły trzy jednostki z konwoju OB-216. Następnego dnia ofiarą U-138 stał się jeszcze brytyjski frachtowiec z tego samego konwoju.
Ostatnia, jak się później okazało, akcja bojowa U-138 miała na celu wdarcie się do brytyjskiej bazy morskiej w Gibraltarze i zatopienie zakotwiczonych tam ciężkich jednostek alianckich. W tę tajną misję U-Boot (Oblt. Fritz Gramitzky) wypłynął z Lorient 12 czerwca 1941 roku. 18 czerwca U-138 został wykryty i zatopiony bombami głębinowymi niszczycieli HMS „Faulknor”, „Fearless”, „Forester”, „Foresight” i „Foxhound”. Uratowano całą załogę U-Boota.
Podczas pięciu patroli bojowych U-138 zatopił sześć statków o łącznej pojemności 48 564 BRT i uszkodził jeden (6 993 BRT).